# 용용
용용(1998년 6월 9일 ~ )은 대한민국의 가수다. 2017년 5월 25일 싱글 앨범 《낙서》로 데뷔했다.

## 방송
- 매드 지니어스 (2022)

## 음반
- 낙서 (2017)
- 피어싱 (Piercing) (2017)
- 夜間自律 『autonomy』 TK-45 (2019)
- A.E.D+ (2019)
- ASH & EMBER (2020)
- im your xYz (2020)
- Vanillaryy (2021)
- 별비그대 (2021)
- 매초마다 (2022)
- 소나타 (Xonata) (2022)
- 빙그레 (2022)
- 치토스 (2023)
- Black Diaryy (2023)
- 오랫동안영원토록 (2023)
- S.O.S 힘쎈여자 강남순 ost (2023)
- mYmY (2023)
- 서울소녀 (2024)
- Recall (2024)

## 공연
- 용용 콘서트 소호도 ‘小虎跳’：롤링 27주년 기념 공연 (2022)
- 문화콘서트 난장 in 나주정미소 난장곡간 (2022)
- AWESOME PLAY NFT festival 2022 (2022)
- 용용 단독 콘서트 ‘12：34’ (2022)
- 용용 단독 콘서트 소호도 핑크스타 (2023)
- 용용 단독 콘서트 merry Y-mas (2023)